# Реент, Александр Петрович
Александр Петрович Реент (укр. Олександр Петрович Реєнт; род. 10 мая 1949 года, Дьяковцы) — советский и украинский историк. Доктор исторических наук (1994), профессор (1998), член-корреспондент Национальной академии наук Украины (2000). Заслуженный деятель науки и техники Украины (1997), лауреат премии НАН Украины имени Н. И. Костомарова (1997), лауреат Государственной премии Украины в области науки и техники (2001), лауреат премии имени Дмитрия Яворницкого (2009).
Почетный доктор Переяслав-Хмельницкого государственного педагогического университета имени Григория Сковороды (2009), почетный профессор Измаильского государственного педагогического университета (1999), почетный профессор Каменец-Подольского национального университета (2011), почетный профессор Прикарпатского национального университета имени Василия Стефаника (2010).
Председатель Национального союза краеведов Украины (с 2012).

## Биография
Родился 10 мая 1949 года в селе Дьяковцы Литинского района Винницкой области.
В 1975 году окончил историко-педагогический факультет Киевского государственного педагогического института имени А. М. Горького.
В 1974—1977 годах — на комсомольской работе, возглавлял студенческий строительный отряд «Славутич», работавший в Казахстане. В 1977 году поступил в аспирантуру Института истории АН УССР, в 1981 году защитил кандидатскую диссертацию на тему «Рабочий класс советской Украины на завершающем этапе Гражданской войны (1920 г.)».
В 1980—1984 годах — младший научный сотрудник отдела истории Великой Октябрьской социалистической революции и гражданской войны Института истории АН УССР, с мая 1984 года — старший научный сотрудник. С 1994 года — заместитель директора Института по научной работе. В 1994 году защитил докторскую диссертацию на тему: «Рабочие Украины в 1917—1920 гг. (социально-политические и экономические изменения)». С 1999 года — заведующий отделом истории Украины XIX — начала XX веков.
Автор более 600 научных работ. Специализируется, в частности, на проблемах теории и методологии исторической науки, историографии, нациогенеза и государственного строительства, социально-экономической и политической жизни, национально-освободительных и общественно-политических движений в XIX—XX вв., истории Церкви.